# Muscicapa gambagae
Il pigliamosche di Gambaga (Muscicapa gambagae (Alexander, 1901)) è un uccello della famiglia dei Muscicapidi originario della fascia di territorio che va da Mali e Costa d'Avorio fino a Somalia e Kenya, nonché nella parte sud-occidentale della penisola arabica.